# Associação Atlética Alvorada
L'Associação Atlética Alvorada és un club de futbol brasiler de la ciutat de Alvorada a l'estat de Tocantins.

## Història
El club va ser fundat el 26 de gener de 1993. El club guanyà la Copa Tocantins el 1997, i el Campionat tocantinense el 1998.

## Estadi
El club disputa els seus partits com a local a l'Estadi Elias Ozias Natan. Té una capacitat màxima per a 2.000 espectadors.

## Palmarès
- Campionat tocantinense:
  - 1998

- Copa Tocantins:
  - 1997